# Hansa-Brandenburg W.12
Hansa-Brandenburg W.12 là một loại thủy phi cơ tiêm kích hai tầng cánh của Đức trong Chiến tranh thế giới I.

## Biến thể
- W.12:
- W-A:

## Quốc gia sử dụng
- German Empire
  - Kaiserliche Marine
- Hà Lan
  - Không quân Hải quân Hà Lan

## Tính năng kỹ chiến thuật (W.12)
Dữ liệu lấy từ Encyclopedia of Military Aircraft
Đặc điểm tổng quát
- Kíp lái: 2
- Chiều dài: 9,60 m (31 ft 6 in)
- Sải cánh: 11,20 m (36 ft 9 in)
- Chiều cao: 3,30 m (10 ft 10 in)
- Diện tích cánh: 36,20 m² (389,5 ft²)
- Trọng lượng rỗng: 997 kg (2.193 lb)
- Trọng lượng có tải: 1.454 kg (3.206 lb)
- Động cơ: 1 × Mercedes D.III, 119 kW (160 hp)

 Hiệu suất bay 
- Vận tốc cực đại: 160 km/h (86 kn, 99 mph)
- Tầm bay: 520 km (281 nmi, 320 mi)
- Trần bay: 5.000 m (16.405 ft)
- Thời gian bay: 3 h 30 phút

Trang bị vũ khí

- 1 hoặc 2 × súng máy lMG 08 7,92 (0.312 in)
- 1 × súng máy Parabellum MG14 7,92 (0.312 in)